# أولاد بوحساكر (تينزي 1)
أولاد بوحساكر هو دُوَّار يقع بجماعة سيدي بولنوار، عمالة وجدة أنكاد، جهة الشرق في المملكة المغربية. ينتمي الدوّار لمشيخة تينزي 1 التي تضم 6 دواوير. يقدر عدد سكانه بـ 930 نسمة حسب الإحصاء الرسمي للسكان والسكنى لسنة 2004.

## روابط خارجية
- البوابة الوطنية للجماعات الترابية
- المندوبية السامية للتخطيط